# دريزوم
 دريزوم (بالهولندية: Driesum)‏ هي قرية ببلدية دانتوماديل بمقاطعة فرايزلاند، هولندا. وقد بلغ عدد سكانها 974 في 2014.